# Fortezza di Belgrado
La fortezza di Belgrado (in serbo Београдска тврђава?, Beogradska tvrđava) è un'opera fortificata della capitale serba, posta alla confluenza del fiume Sava nel Danubio.

## Descrizione
La fortezza di Belgrado si trova nel comune di Stari Grad, il più antico tra quelli costituenti la città di Belgrado, ed è composta dalla cittadella (alta e bassa) e dal parco Kalemegdan.
Il sito è situato all'estremità del rilievo geologico della Šumadija, alla sommità di un'altura a 125,5 m s.l.m. affacciata sulla Grande isola della guerra e sulla confluenza della Sava nel Danubio. La struttura è confinante con i quartieri di Dorćol (a nord e nord-est), Stari Grad (a est) e Kosančićev Venac (a sud), ed è delimitato dalle strade Bulevar Vojvoda Bojović, Tadeuša Košćuška, Pariska, oltre che dalla ferrovia lungo il corso dei fiumi.
La fortezza ha la struttura di una classica fortezza d'artiglieria, simile a quella di Petrovaradin. Le diverse epoche possono essere riconosciute dal colore della pietra utilizzata nella costruzione: la pietra bianca è caratteristica del periodo bizantino e del tardo periodo serbo, mentre la pietra rossa è caratteristica del periodo ottomano e austriaco.
Solitamente la fortezza è divisa in quattro aree, due facenti parte della struttura fortificata (Donji e Gornji Grad) e altre due costituenti il parco Kalemegdan, separate dal primo tratto di quella che in passato era nota come Carigradski drum ("via della città di Cesare", che collegava Belgrado con Istanbul), ora sostituita da un percorso pedonale.

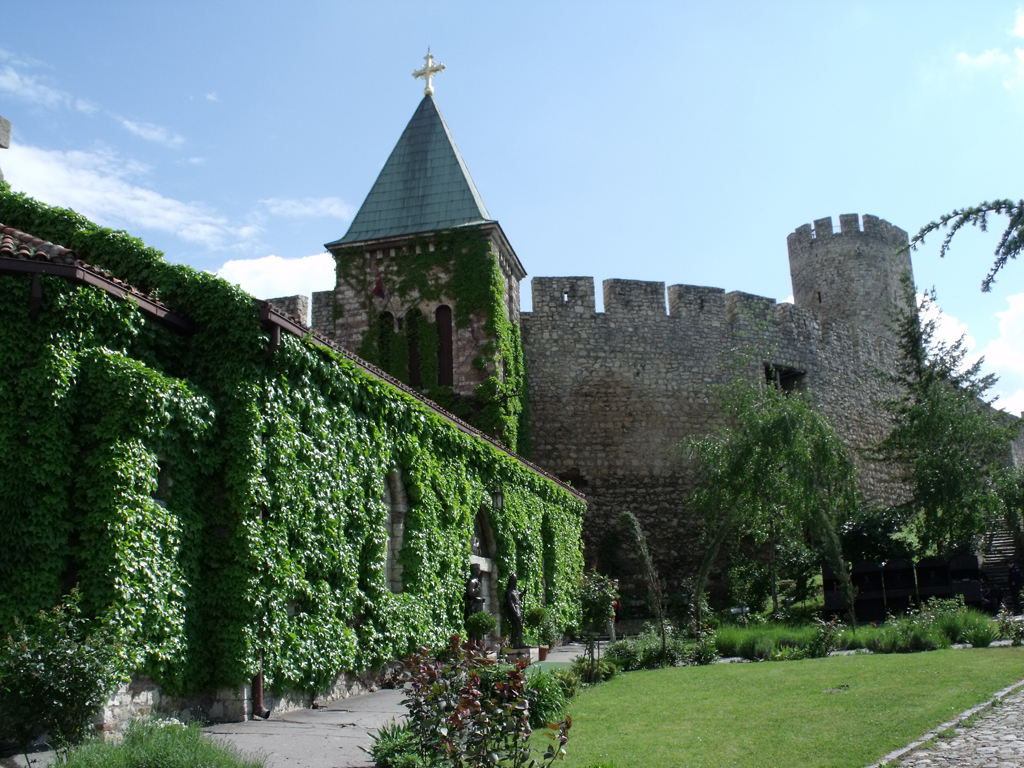
La chiesa Ružica.

### Città bassa
La città bassa (Donji Grad, in cirillico Доњи Град) occupa i pendii che danno sui corsi d'acqua a partire dalla statua del Vincitore.
Tra la parte inferiore della città bassa e la sponda meridionale del Danubio vi è la torre Nebojša (Kula Nebojša, "torre temeraria"), adibito a museo dal 2010. La torre è spesso colpita da allagamenti, come il vicino quartiere di Savamala, tra cui è significativo quello del 2006.
In questa area sono presenti la chiesa ortodossa Ružica e Sveta Petka, oltre al planetario di Belgrado.
Durante il mandato del sindaco Dragan Đilas (2008-13) si valutò l'ipotesi, poi scartata, di espandere lo zoo di Belgrado, attualmente occupante parte del parco Kalemegdan, alla città bassa, sistemazione in uso fino alla seconda guerra mondiale. Allo stesso tempo sono al vaglio studi per lo spostamento dello zoo verso zone all'esterno del centro urbano.
Altri punti di interesse della città bassa sono il bagno turco e la porta Carlo VI.

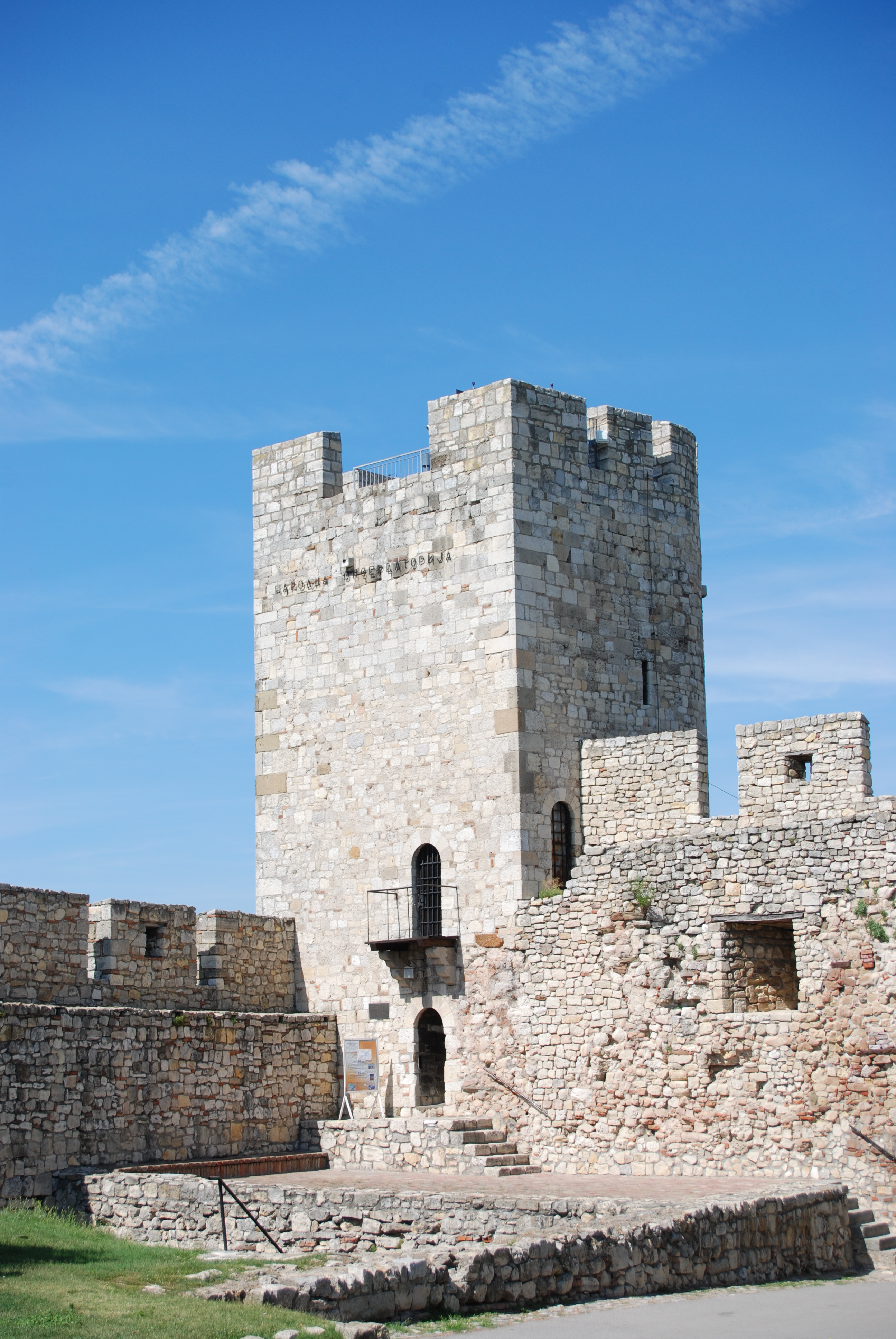
La torre del despota.

### Città alta
La città alta (Gornji Grad, in cirillico Горњи Град) rappresenta la parte superiore della fortezza ed oggi è occupata da un parco con percorsi pedonali che si snodano tra monumenti, resti di antiche costruzioni e campi sportivi.
In questa sezione della fortezza sono presenti diversi edifici a testimonianza della lunga vita del sito.
La polveriera risale agli anni 1720, costruita durante l'occupazione austriaca tra il 1718 e il 1739 in quanto quella precedente era stata distrutta durante l'assedio del 1717. L'edificio è posto al di sotto di un bastione di 7 m ed è adorno con manufatti risalenti al periodo romano ritrovati attorno alla fortezza (stele funerarie, monumenti, altari e soprattutto il sarcofago di Giona, originario del III secolo a.C., e una statua dello stesso periodo denominata Herkulanka per similitudine con simili statue rinvenute ad Ercolano). Dopo un restauro fu aperto al pubblico nel 2014.
Il cosiddetto pozzo romano (Rimski bunar, in cirillico Римски бунар), posto lungo il bastione sud-ovest nei pressi della statua del Vincitore e della porta del re, non risale al periodo romano ma fu costruito durante l'occupazione austriaca del 1718-1739, inoltre non era un pozzo d'acqua ma sembra che originariamente fosse un silo per il grano, come descritto dal viaggiatore turco Evliya Çelebi nel 1660. Precedentemente un'altra costruzione ipogea era presente in epoca medievale e menzionata nella prima metà del XV secolo, durante il governo di Stefano III Lazaro; mentre durante l'assedio del 1456 il pozzo fu usato come prigione e vi furono rinchiusi fino alla morte 30 cospiratori ungheresi intenti a tradire gli assediati di Belgrado a favore dei nemici ottomani.
Dopo l'occupazione austriaca del 1717 emerse il problema dell'approvvigionamento idrico della fortezza, soprattutto quando durante i frequenti assedi l'accesso al Danubio e alla Sava non era possibile. Così furono avviati dei lavori, diretti dall'ingegnere tedesco Johann Balthasar Neumann, per la costruzione di un sistema di rifornimento idrico del pozzo convertito a cisterna, che terminarono nel 1731. L'ingegnoso sistema fatto di legno marcì in fretta e al giorno d'oggi non vi sono resti di tale opera. Neumann costruì anche una scala elicoidale che conduceva all'interno del pozzo fino ad un livello a 35 m dalla superficie su ispirazione della scala del pozzo di San Patrizio ad Orvieto. Nelle carte austriache il pozzo era denominato "pozzo grande" ma quando i serbi liberarono Belgrado dagli ottomani all'inizio del XIX secolo il pozzo venne chiamato "romano" in accordo con le credenze dell'epoca, secondo le quali tutti gli edifici più vecchi fossero di epoca romana.
Nel 1940 il pozzo venne svuotato, ripulito e misurato da parte del Regio esercito jugoslavo. Da questo episodio nacque la credenza, popolare durante il secondo conflitto mondiale, secondo la quale tutto l'oro della banca nazionale del Regno di Jugoslavia fosse nascosto nel pozzo. Durante l'occupazione nazista, tre sommozzatori delle forze speciali tedesche scandagliarono il fondo alla ricerca del tesoro ma non fecero ritorno. Un episodio di cronaca nera del 1954 ispirò il film Un affare di cuore di Dušan Makavejev, dove una donna viene gettata nel pozzo dopo una lite d'amore. Il pozzo venne chiuso nel 2007, restaurato e riaperto al pubblico nel 2014, sebbene solo la parte superiore è visitabile.

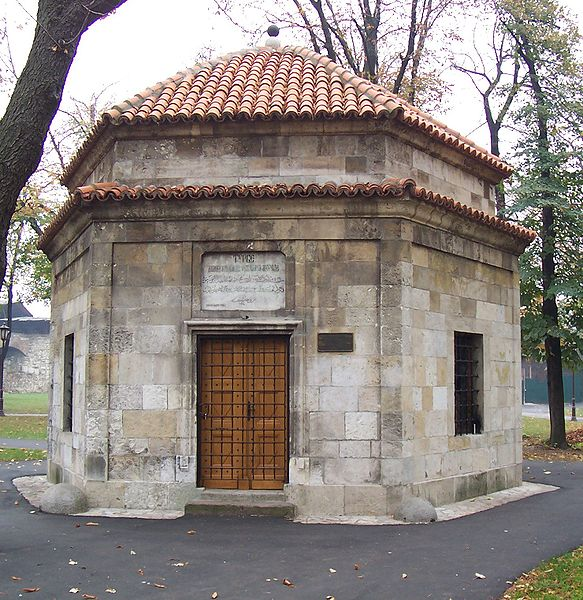
La türbe di Damat Ali Pascià.

La türbe di Damat Ali Pascià è situata nella parte centrale della città alta ed è uno degli ultimi esempi di architettura islamica a Belgrado. L'edificio è la sepoltura del Gran Visir dell'Impero ottomano vissuto tra il 1667 e il 1716, ma la tomba è più recente, costruita nel 1784 sopra quella di İzzet Mehmed Pascià, un altro Grand Visir e muhafiz ("governatore") di Belgrado. Il mausoleo fu pesantemente danneggiato durante la prima rivolta serba del 1804-1813, così quando fu ricostruito venne dedicato alla memoria di Damat Ali Pascià. Altri due muhafiz, Selim Sirri Pascià e Hasan Pascià, vennero sepolti successivamente nella türbe.

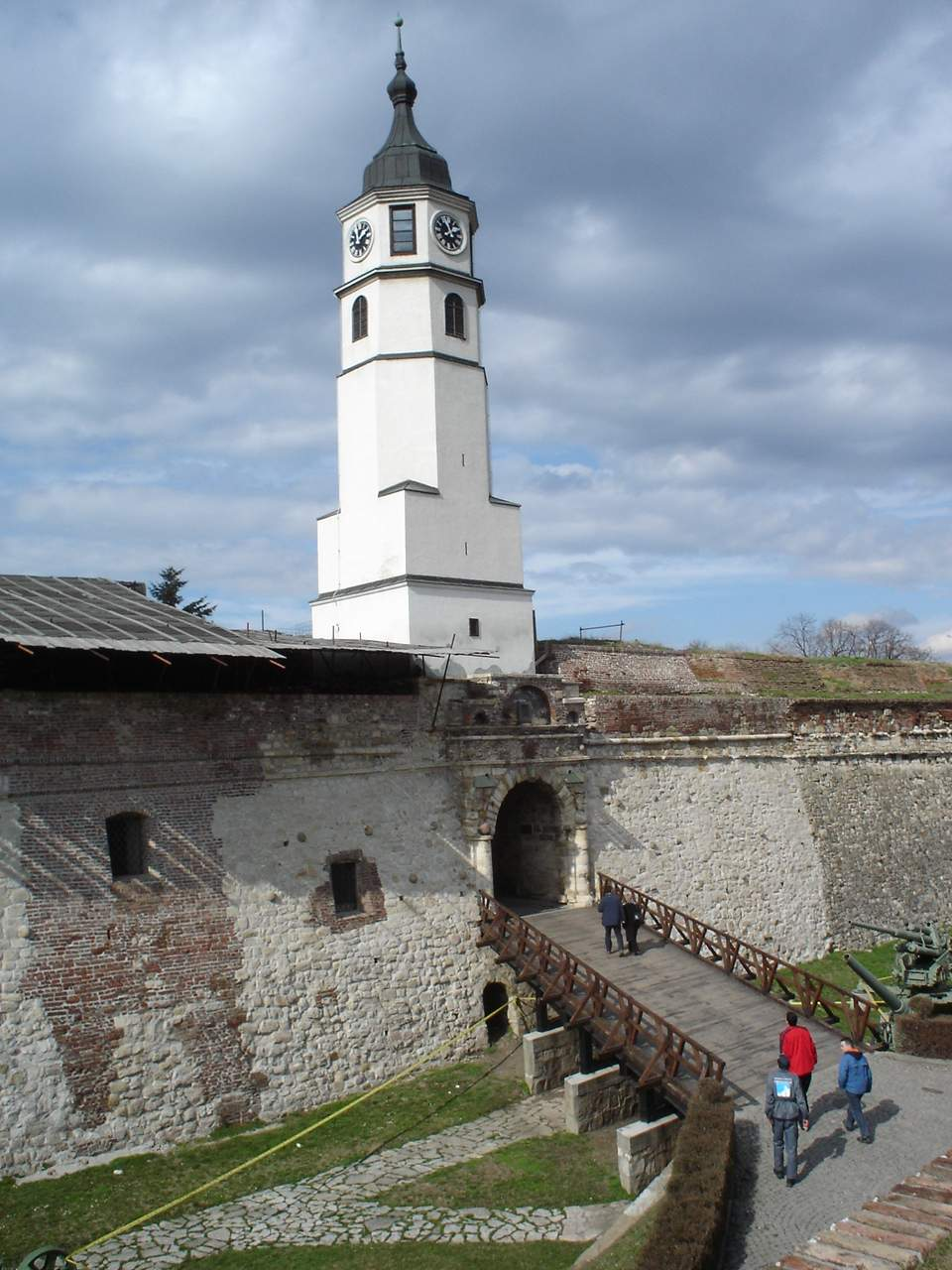
La torre e la porta dell'orologio.

Il bunker fu costruito tra il 1948 e il 1949, nel corso del cosiddetto periodo Informbiro, dopo le prime divergenze tra Tito e Stalin. Quando la costruzione fu avviata venne scoperto un nuovo bastione delle mura della cittadella che venne distrutto per far posto alla struttura difensiva grande 200 m². Il punto più alto del bunker è rappresentato da una cupole che ospitava l'artiglieria. Abbandonato per anni, fu aperto al turismo nel 2012 e conserva ancora alcuni arredi originali degli anni '50 come letti, cisterne per l'acqua, porte di sicurezza, sistemi di ventilazione, ecc.
Altri edifici degni di nota della città alta sono la porta e la torre del despota (Despotova kula, in cirillico Деспотова кула), eretti dal despota Stefano III Lazaro, la torre dell'orologio (Sahat kula, in cirillico Сахат кула) e la statua del Vincitore (Pobednik, cirillico Победник), eretta a memoria della vittoria nella prima guerra mondiale contro l'Impero austro-ungarico.

### Grande Kalemegdan
Il parco Grande Kalemegdan (Veliki Kalemegdanski park, in cirillico Велики Калемегдански парк) occupa l'angolo meridionale della fortezza ed è caratterizzato da viali dalla geometria regolare ed ospita tra le altre cose il museo della silviculutra e della caccia e il monumento di gratitudine alla Francia.
Nel 2017 l'amministrazione comunale di Belgrado annunciò il progetto di costruzione di una cabinovia che avrebbe collegato il parco Kalemegdan con la zona di Ušće, nel quartiere di Novi Beograd sulla sponda opposta della Sava. Nel marzo 2019 iniziarono i lavori di preparazione del sito con il taglio di alcuni alberi del parco ma dopo una rinvigorita opposizione al progetto, fomentata anche dall'aumento dei costi preventivati, da parte di ambientalisti e urbanisti ha rallentato e posticipato la costruzione. Nel marzo 2020 la fortezza fu votata tra i sette siti maggiormente a rischio d'Europa, principalmente per il progetto di costruzione della cabinovia.

### Piccolo Kalemegdan
Il parco Piccolo Kalemegdan (Mali Kalemegdanski park, in cirillico Мали Калемегдански парк) occupa la sezione orientale del Kalemegdan, adiacente all'abitato di Belgrado. La parte settentrionale del Piccolo Kalemegdan ospita lo zoo di Belgrado, aperto nel 1936, e il padiglione d'arte "Cvijeta Zuzorić".

## Storia
La fortezza è il nucleo e la parte più antica dell'area urbana di Belgrado, dove l'intera popolazione urbana era concentrata per diversi secoli; la storia della fortezza coincide quindi con quella della città stessa.

### Antichità
Le origini dell'abitato risalgono al III secolo a.C., quando un insediamento della popolazione di etnia illiro-celtica degli Scordisci noto come Singidūn venne creato dopo che questi ebbero il sopravvento sulle precedenti popolazioni dei Traci e dei Daci. Gli Scordisci, appartenenti alla cultura di La Tène, vivevano in insediamenti sia aperti che fortificati sulle alture circostanti il forte, situato in corrispondenza dell'attuale Terazije a Belgrado.
L'insediamento fu poi conquistato dai romani in un periodo compreso tra il 6 a.C. e l'11 d.C., ad opera probabilmente della Legio VIII Augusta, e lo rinominarono Singidunum. La zona fu inquadrata nella provincia della Mesia e divenne parte del limes danubiano a protezione dei confini orientali dell'impero. La Legio IIII Flavia Felix fu dislocata a Singidunum, dove, verso la fine del II secolo d.C., costruì un castrum sulla collina alla confluenza tra i fiumi Danubio e Sava, in una zona corrispondente grossomodo alla città alta della fortezza odierna, dando impulso allo sviluppo della regione. Inizialmente le fortificazioni consistevano in bastioni di terra e palizzate di legno lungo un rettangolo irregolare di 570 per 330 m, ma in seguito queste vennero rinforzate con blocchi di calcare estratti dalla vicina Tašmajdan, facendone il primo forte in pietra nella storia di Belgrado. I romani costruirono anche un ponte di barche sulla Sava, collegando così Singidunum con la vicina Taurunum.
Tra il 378 e il 441 d.C. Singidunum venne più volte distrutta dalle frequenti incursioni dei Goti e degli Unni e una delle leggende narra che Attila venne sepolto in una tomba posta alla confluenza tra il Danubio e la Sava.
Nel 395 Belgrado divenne nuovamente una città di frontiera sul nuovo confine tra l'Impero romano d'Occidente e quello d'Oriente, con il Khanato degli Avari a nord.

### Medioevo

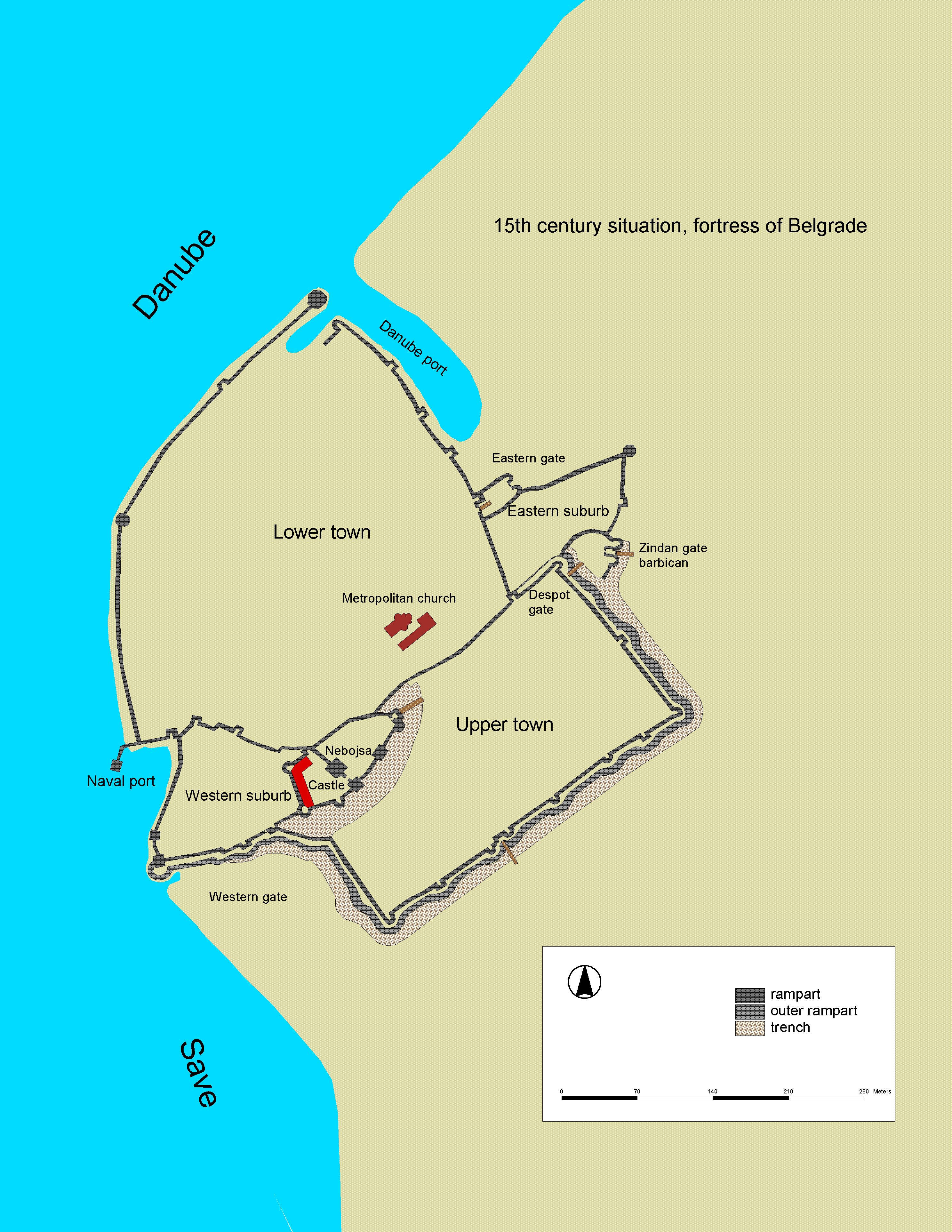
Pianta della fortezza di Belgrado nel XV secolo.

Con la caduta dell'impero d'Occidente Singidunum divenne un importante baluardo dei Bizantini contro gli Àvari stanziati poco più a nord. Nel 535 l'imperatore Giustiniano I ricostruì la fortezza ma infine, nel VII secolo, cadde nelle mani degli Slavi. Nell'878 per la prima volta viene citato il nome "Belgrado" (Beograd in serbo) in un testo bulgaro ad indicare le mura di pietra (beo significa "bianco" e grad "città").
La città passò di mano molte volte nei secoli successivi: sotto il Primo Impero bulgaro per 3 secoli, poi riconquistata dai Bizantini e poi di nuovo dai Bulgari. Tornata in mano bizantina fino al XII secolo, venne poi sottomessa dall'emergente Regno di Serbia, poi trasformato in Impero ed infine fusosi con il Regno d'Ungheria. Nell'XI secolo il re ungherese Béla I diede la fortezza alla Serbia come dono per il matrimonio di suo figlio con la principessa serba Jelena, sebbene rimase praticamente assoggettata all'Ungheria ad eccezione del periodo 1282–1319.
Dopo la battaglia della Piana dei Merli o di Cossovo e la fine dello Stato serbo, Belgrado fu scelta come capitale nel 1402 dal despota Stefano III Lazaro, il quale intraprese ingenti lavori di potenziamento delle fortificazioni della città e di espansione della città bassa sulla sponda meridionale del Danubio, che divenne una fiorente cittadina sviluppatasi attorno alla nuova cattedrale ortodossa. Si stima che in questo periodo la fortezza ospitasse 5600-12000 abitanti all'interno delle sue mura. Belgrado rimase in mani serbe per quasi un secolo, poi, alla morte del despota nel 1427, venne ceduta all'Ungheria. La città fu assediata dagli ottomani di Maometto II nel 1456 ma fu difesa con successo da Giovanni Hunyadi, rimandando di 70 anni la conquista da parte dei turchi.

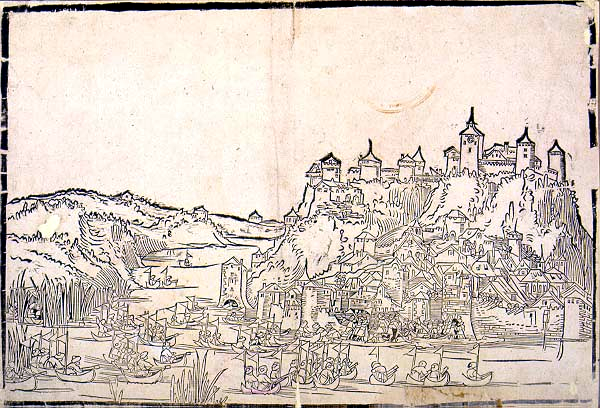
La fortezza durante l'assedio del 1521 in un'incisione su legno di Wolfgang Resch del 1521.

### Età moderna
Nel 1521, dopo un assedio durato due mesi, Belgrado fu conquistata dall'Impero ottomano e rimase sotto la dominazione ottomana fino al 1867, a parte un breve periodo sotto il governo austriaco (1718-1738).
Il periodo austriaco fu caratterizzata da un'intensa attività legata alla costruzione di diversi ospedali in città. Il primo di questi fu quello di San Giovanni, eretto all'interno della fortezza ma oggi si ignora l'esatta posizione. L'imperatore Carlo VI emise lo statuto civico di Belgrado ("Proclamazione dell'organizzazione della Belgrado tedesca") nel 1724 che citava l'ospedale, la farmacia civica, medici e ostetriche. L'ospedale esisteva già nel 1719 e divenne in seguito la residenza del direttore dell'ospedale Thomas Berger e di sua figlia dopo la sua morte. La struttura ospedaliera fu trasferita in un nuovo edificio in un'altra zona della città nel 1724.
Durante questo periodo si registrò un'epidemia di peste che si diffuse in città nel 1738. Pressati dall'avanzata ottomana infatti molti civili si rifugiarono nella fortezza e le concentrazione di persone favorì una veloce diffusione della malattia; rapporti dell'epoca descrivono molte morti e in molti casi i cadaveri venivano lasciati per le strade in mancanza di personale per la sepoltura, molti decessi furono registrati anche tra i soldati della guarnigione austriaca dislocati presso la fortezza di Belgrado.
Dopo la guerra russo-turca del 1735-1739 la Serbia settentrionale e Belgrado tornarono sotto il controllo ottomano. Tra le disposizioni del trattato di Belgrado si chiedeva che l'Austria demolisse tutte le fortificazioni e gli edifici costruiti nel ventennio di dominio austro-ungarico; molti palazzi barocchi vennero smantellati ma si salvarono le costruzioni al di fuori della fortezza, compresa una casa al numero 10 della via Cara Dušana, tuttora l'edificio più antico dell'intera città.
Nel 1837 una nuova epidemia di peste minacciò la città di Belgrado, diffusa da soldati ottomani diretti in città. Il principe regnante di Serbia Miloš Obrenović tentò di bloccare le frontiere prima che questi potessero entrare in città e mise gli ottomani in quarantena nella città di Aleksinac; tuttavia alcuni di essi raggiunsero la fortezza della capitale serba. Il principe quindi ordinò di chiudere la fortezza ed isolarla per sei mesi, causando minacce di azioni militari da parte dei turchi, ma scongiurando la diffusione dell'epidemia a Belgrado.

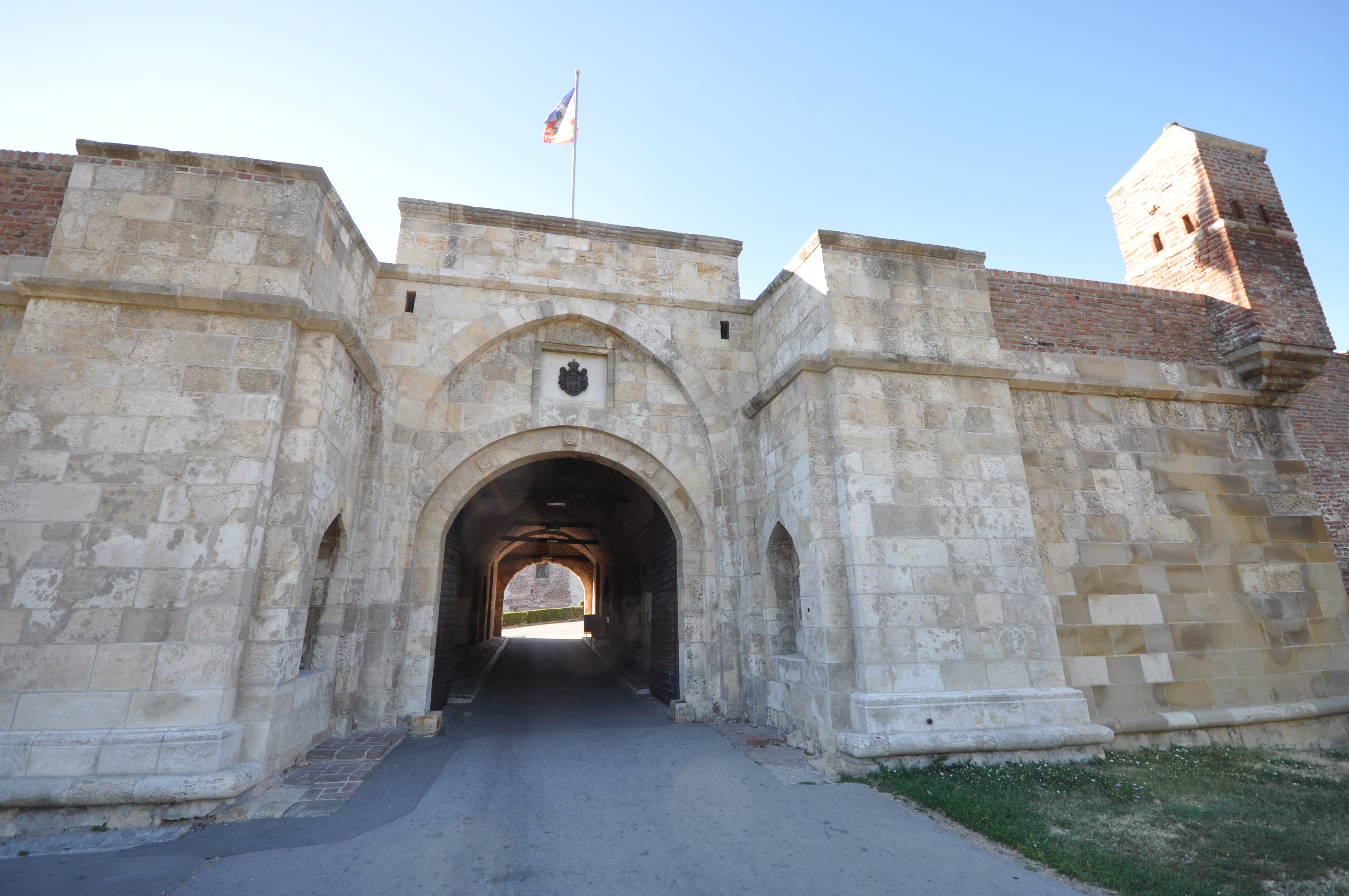
La porta Stambol interna.

Nel periodo compreso tra il 1862 e il 1866 vennero demolite altre quattro porte della fortezza (Sava, Vidin, Varoš e Stambol) assieme agli adiacenti bastioni e muri. L'esercito ottomano lasciò la città nel 1867 come conseguenza della nuova autonomia concessa alla Serbia, sebbene non riconosciuta dall'Austria-Ungheria e le truppe serbe poterono prendere possesso della fortezza. Una delle prime azioni intraprese dalle autorità serbe fu la ricostruzione della chiesa Ružica.
Dopo il ritiro degli ottomani, negli ambienti austro-ungarici cominciarono a circolare teorie, supportati dalle tesi di esperti militari, secondo le quali la fortezza di Belgrado stesse perdendo la sua importanza strategica e per questo l'esercito austriaco potesse distruggerla in 24 ore. Probabilmente in risposta a queste teorie, anche se il fine ultimo non è chiaro, nell'autunno del 1837 il principe regnante Mihailo Obrenović ordinò di cannoneggiare le mura della fortezza in corrispondenza dell'attuale monumento di gratitudine alla Francia con 300 salve da due batterie di cannoni de Bange. A prescindere dallo scopo, solo 15 m del bastione vennero danneggiati; tuttavia tra la popolazione locale si diffuse la diceria che il principe volesse distruggere la fortezza, mentre nella vicina Zemun, appartenenete all'Impero austro-ungarico, si sollevarono proteste quando vi caddero alcune granate che avevano mancato il bersaglio tanto che il governo imperiale inviò una nota ufficiale di protesta ricordando che il principe aveva solo la custodia della fortezza ma non ne era proprietario.
Con l'arrivo delle truppe serbe nella fortezza vennero inoltre scoperte varie prigioni sotterranee con diversi strumenti di tortura come forche, gabbie sospese e pali per l'impalamento, tant'è che in seguito ai soldati di guardia venne ordinato di circolare in coppia, sebbene non ci fossero nemici.
Persa con il passare del tempo la sua funzione militare, nel 1869 il successore di Mihailo, Milan Obrenović, ordinò di spianare la parte orientale della fortezza e di piantarvi alberi, avviandone la trasformazione nel futuro parco Kalemegdan.

### Età contemporanea

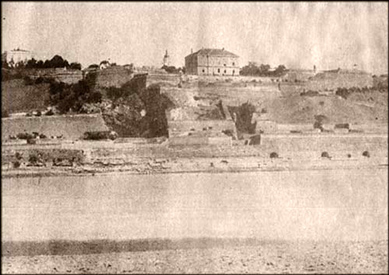
La fortezza fotografata nel 1895.

In epoca recente la fortezza formava un'unità amministrativa di Belgrado, denominata Grad (conosciuta all'estero come "fortezza"); la sua popolazione contava 2 219 abitanti nel 1890, 2281 nel 1895, 2777 nel 1900, 2396 nel 1905 e 454 nel 1910.
Il parco Kalemegdan ospitava il secondo aeroporto della Serbia, dopo quello di Banjica del 1910. A partire dal 1911, l'area della città bassa lungo il fiume Sava fu adattata per ospitare una pista d'atterraggio che si estendeva dal vecchio bagno turco (l'odierno planetario) fino alla confluenza con il Danubio. Uno dei primi pionieri dell'aviazione dell'Austria-Ungheria, Eduardo Rusjan, morì in un incidente aereo il 9 gennaio 1911, quando fu investito da una raffica del vento Košava. Oggi l'area dell'ex-aeroporto è usata da paracadutisti e appassionati di parapendio, oltre che ospitare air show ed esibizioni di ultraleggeri.
La fortezza e il parco furono danneggiati durante la prima guerra mondiale. L'esercito serbo non era dotato di armamenti per fronteggiare le cannoniere austro-ungariche e queste poterono bombardare la città indisturbate dalla Sava; particolarmente pesanti furono i bombardamenti del 1914-1915.
Al 1928 risale la prima proposta di costruire una cabinovia di collegamento tra Zemun e la fortezza; il progetto non fu mai realizzato ma fu riproposto più volte negli anni successivi.
Nel 1936 il primo ministro jugoslavo Milan Stojadinović visitò Berlino in occasione dei giochi olimpici e rimase affascinato dalle architetture edificate per i giochi, in particolare dall'Olympiastadion. Tornato in Jugoslavia convinse il comitato olimpico jugoslavo a candidare Belgrado ad ospitare i giochi del 1948 ed invitò l'architetto dello stadio di Berlino, Werner March, a visitare Belgrado per progettare gli edifici per i giochi olimpici. Questi indicò la città bassa della fortezza come area più consona ad ospitare il complesso olimpico e, senza investigare altre opzioni, gli fu assegnato di redigere un progetto il cui plastico fu presentato nell'ottobre 1940 alla fiera di Belgrado, nell'ambito dell'esposizione della nuova architettura tedesca all'interno del padiglione tedesco.
Sempre nel 1940 March avviò i lavori di preparazione, inclusa un parziale riadattamento della fortezza al di fuori del complesso olimpico. Avviò anche degli studi archeologici e invitò lo storico dell'architettura tedesco Daniel Krencker a valutare gli scavi. Tuttavia solo pochi giorni dopo, il 6 aprile 1941, la Germania nazista attaccò la Jugoslavia; il progetto del complesso olimpico fu accantonato e i tedeschi si concentrarono solo sugli scavi archeologici che proseguirono durante il corso della seconda guerra mondiale.
Dopo la liberazione di Belgrado del 1944 l'Armata Popolare Iugoslava fu posta di stanza presso la fortezza. Nel 1946 il parco e la cittadella furono posti sotto la tutela dello stato.

## Archeologia

### Seconda guerra mondiale

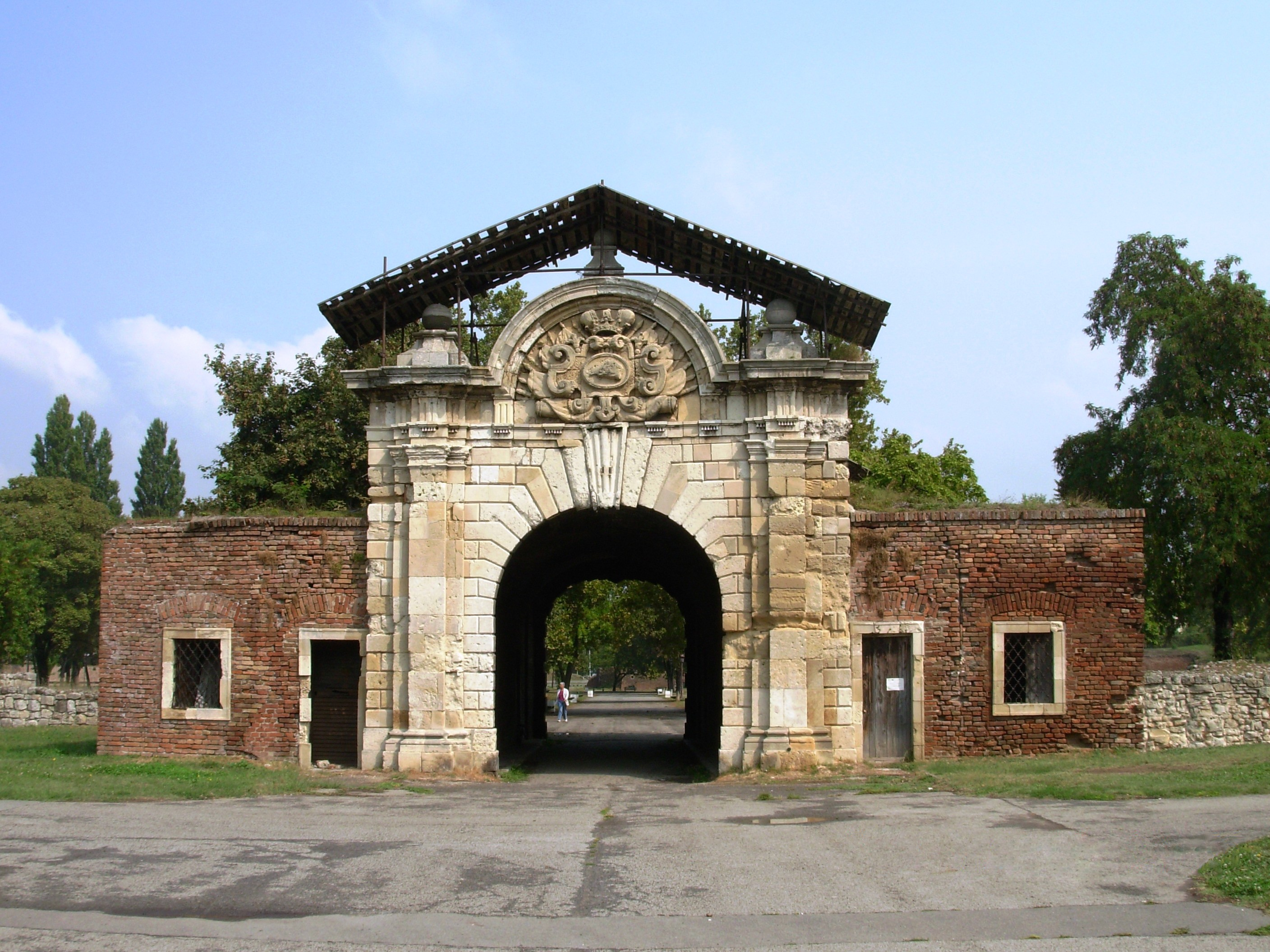
La porta Carlo VI.

I primi studi archeologici risalgono al 1941, quando il professor Johann von Reiswitz fu posto a capo dell'istituto per la protezione dei beni culturali serbi. Nel corso della guerra mise al sicuro numerosi oggetti di valore culturale e avviò i primi scavi veri e propri all'interno della fortezza.
Il coordinamento dei lavori fu affidato in un primo momento a Friedrich Holste, ma questi fu ucciso in Ucraina nel 1942 prima ancora di intraprendere la nuova attività, e poi a Wilhelm Unverzagt, direttore del Museo di Preistoria e Storia Antica di Berlino, coadiuvato da Sievers e Herbert Jankuhn, sotto l'egida dell'organizzazione pseudo-scientifica Ahnenerbe. L'obiettivo ultimo delle ricerche archeologiche era di fornire una giustificazione ideologica all'occupazione di Belgrado (che all'uopo sarebbe stata rinominata Prinzeugenstadt, la "città del principe Eugenio") dei cosiddetti Svevi del Danubio, fondata sul ritrovamento della porta monumentale all'ingresso della città bassa, eretta durante il governo di Eugenio di Savoia negli anni 1720 e 1730, e intitolata all'imperatore del Sacro Romano Impero Carlo VI. L'idea ultima era di creare una zona protetta militarmente che includesse la gola delle Porte di ferro e le miniere di rame e oro del distretto di Bor, denominata Eugenia o "distretto del principe Eugenio", dove si sarebbero insediati i cosiddetti Svevi del Danubio.
Gli scavi terminarono nel 1943 a causa dei bombardamenti alleati su Belgrado, così i tedeschi ricostruirono la porta ex-novo arricchita da dettagli come il cartiglio con le iniziali dell'imperatore, posto sul lato esterno, e l'ipotetico stemma del mai esistito regno di Triballia, posto sul lato interno; questo era basato sul motivo presente su alcuni sigilli medievali presenti in Serbia e avrebbe dovuto rappresentare la connessione della regione con il Sacro Romano Impero oltre a indicare un percorso fittizio della migrazione degli ariani dal Medio Oriente verso la Germania.
Tutta la documentazione prodotta dagli studi archeologici andò persa con il ritiro dei tedeschi dai Balcani; alcune teorie indicano che il materiale fosse stato trasferito a Lebus, in Germania, altre che sia custodito presso il museo della città di Belgrado. Ad ogni modo gli scavi a Belgrado distrussero completamente le fondamenta della caserma di artiglieria austriaca del periodo 1723-1736, portando alla luce resti degli insediamenti dei Celti e dei Goti, una trincea di epoca romana e manufatti del periodo austriaco dopo la conquista del principe Eugenio.

### Periodo post-bellico

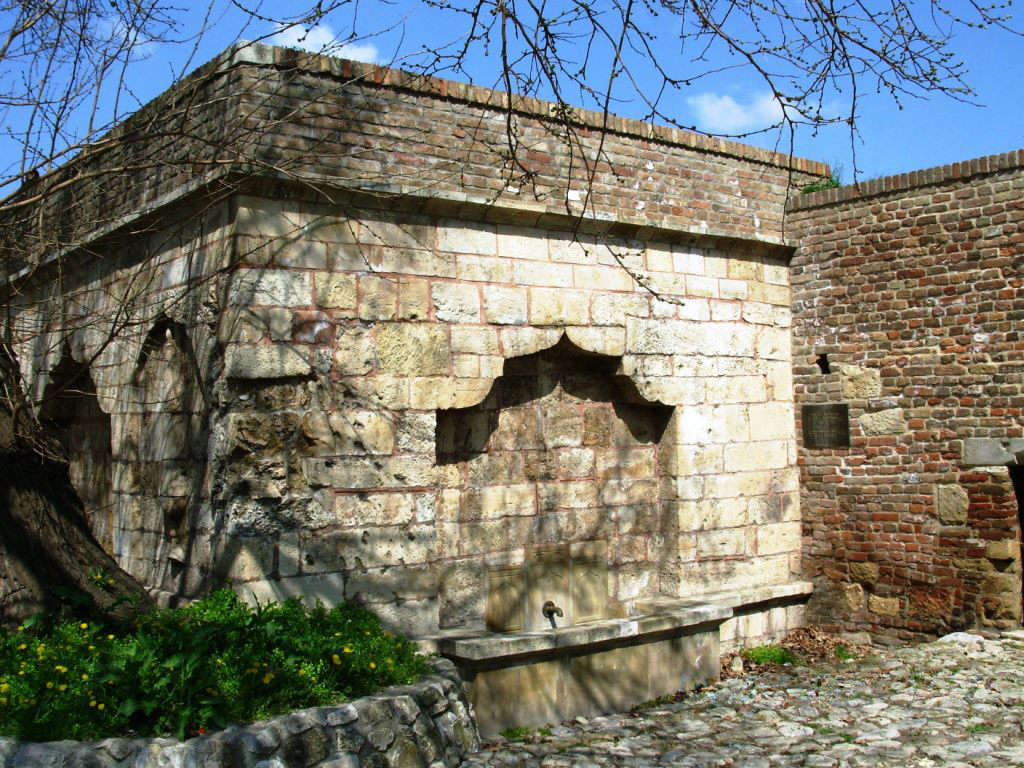
La fontana di Sokollu Mehmed Pascià.

Fino al 2000 sollo il 5% dell'area della fortezza (pari in totale a 66 ettari) era stato interessato da scavi archeologici, mentre tale percentuale era cresciuta fino al 12% nel 2010. Il problema principale nel ritardo e nella lentezza dei procedimenti amministrativi per approvare i lavori consiste nel fatto che, per una disposizione dell'amministrazione della città risalente agli anni '60, solo i beni che erano stati già scoperti potevano essere interessati da studi archeologici e successivamente da opere di recupero e protezione, escludendo tutto ciò che giaceva inesplorato al di sotto del livello del suolo e, allo stesso tempo, bloccando l'espansione del parco Kalemegdan, già avallato dal consiglio comunale; un esempio della situazione di stallo era evidente nella città bassa, bloccata sia all'espansione del parco che all'indagine delle rovine del vecchio porto fluviale.
Le ricerche archeologiche finora sono state condotte nelle seguenti aree:
- la città alta, nella fortezza interna (nel periodo 1948–2009), ha restituito resti dei periodi preistorici, antico, medievale e delle occupazioni ottomane e austriache;
- il bastione del lungofiume nella città bassa (1963–2010) con reperti di origine medidevale e del periodo ottomano-austriaco;
- il parco Kalemegdan (1973–2010), con ritrovamenti antichi, medievali e ottomano-austriaco;
- lo zzo di Belgrado (nel 1988), con ritrovamenti antichi, medievali e ottomano-austriaco.

Un anno importante per gli scavi archeologici fu il 1969, quando la rimozione del ciottolato medievale della città bassa cambiò completamente l'aspetto di questa parte della fortezza, rendendola più facilmente accessibile ai visitatori. Nella città alta invece vennero scoperti quattro pilastri risalenti al periodo del despota Stefano Lazaro (XV secolo), resti di un ponte posto all'ingresso principale della fortezza interna, quando la fortezza era circondata da un fossato.
Dopo il 2000 i lavori furono concentrati sul sentiero di accesso alla Scala Piccola del parco Kalemegdan, sull bastione sulla sponde della Sava, sulla porte del re, della Sava e di Karađorđe, sul grande rivellino.
Nel 2017, durante il restauro della fontana di Sokollu Mehmed Pascià nei pressi della porta Defterdar, vennero rinvenuti i retsi del castrum romano, un'urna risalente all'età del bronzo e oggetti risaltenti al Neolitico.

## Galleria d'immagini

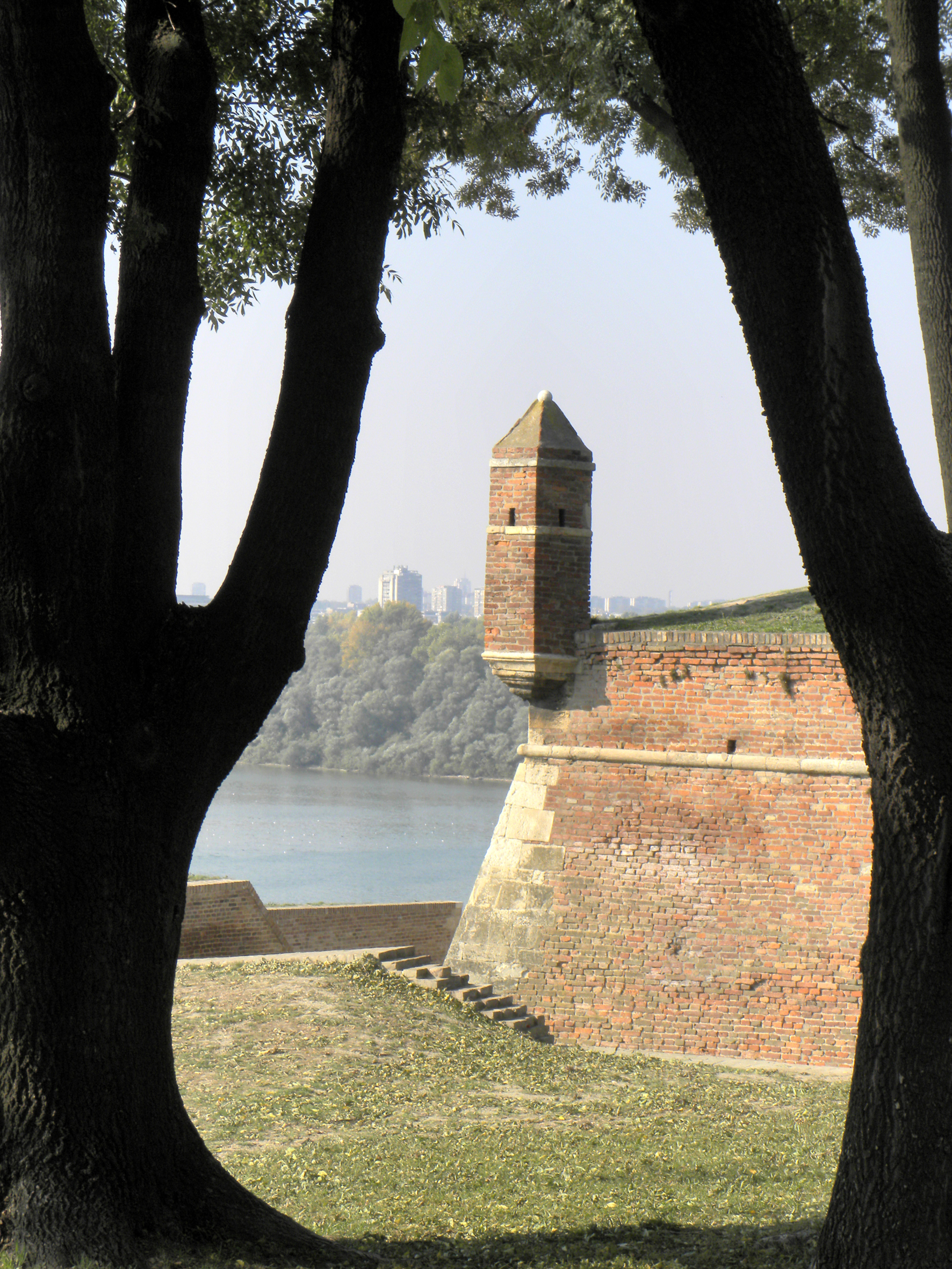
Uno scorcio delle mura della fortezza.
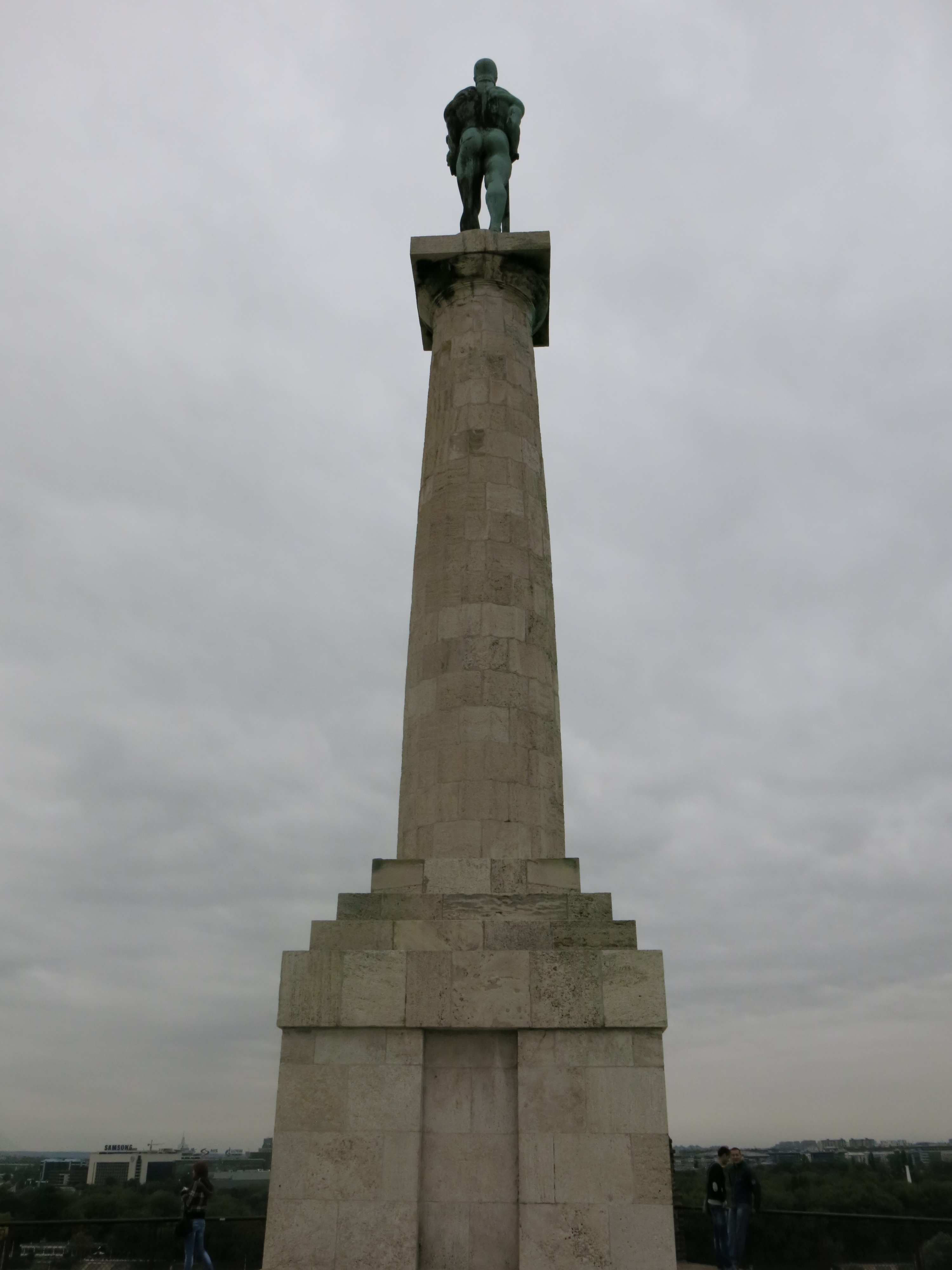
La statua del Vincitore.
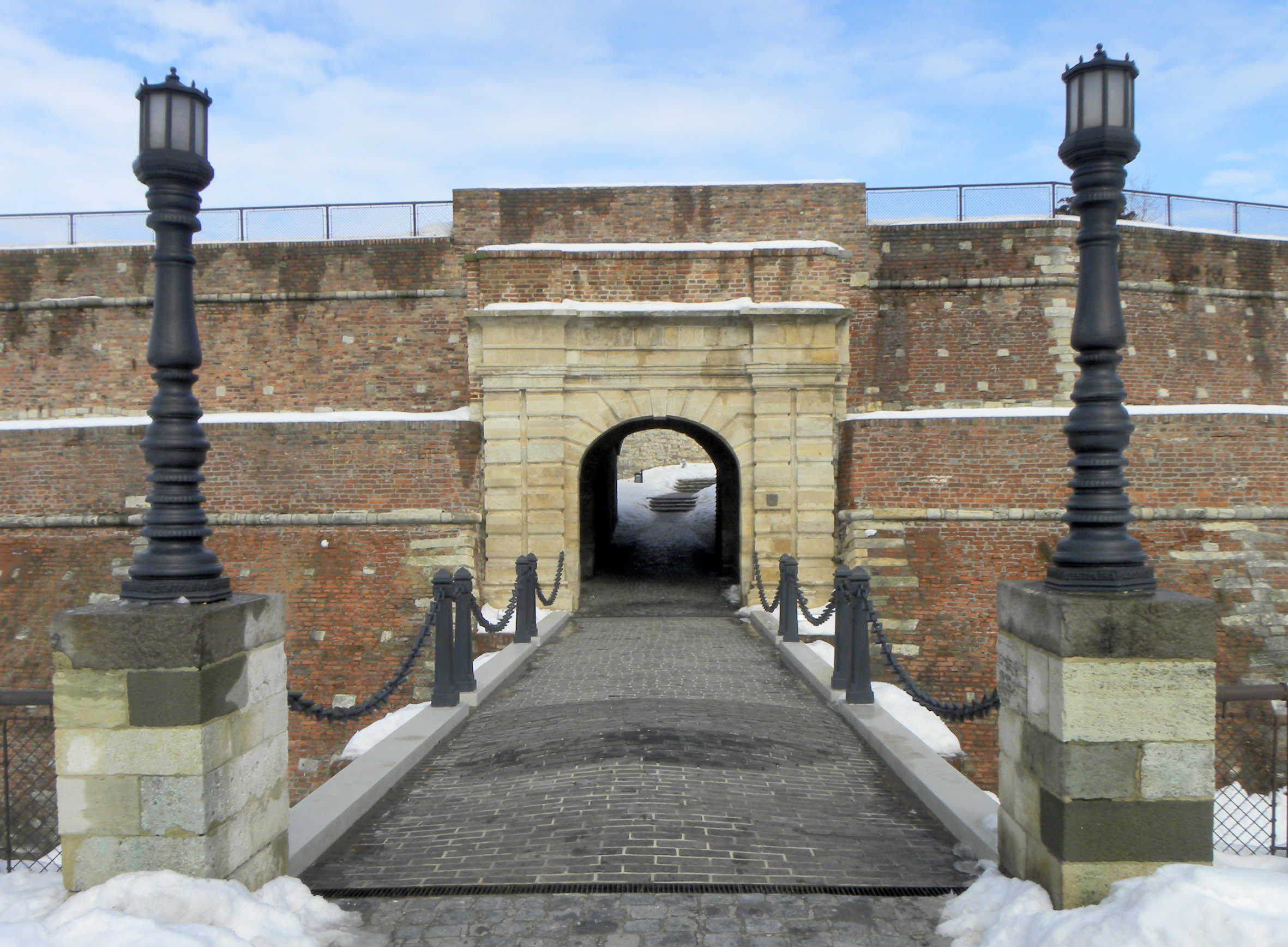
La porta del re.
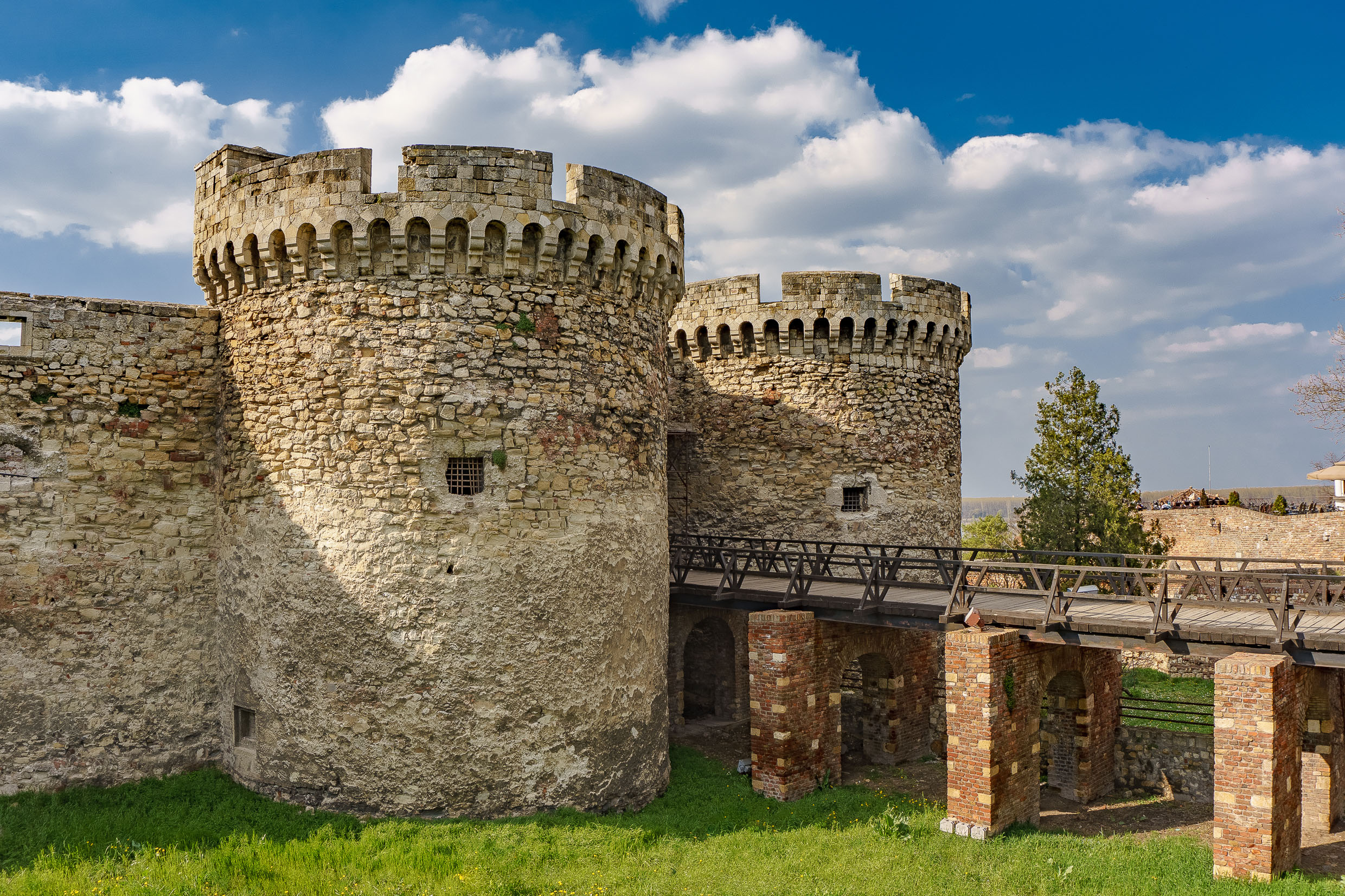
La porta Zindan.

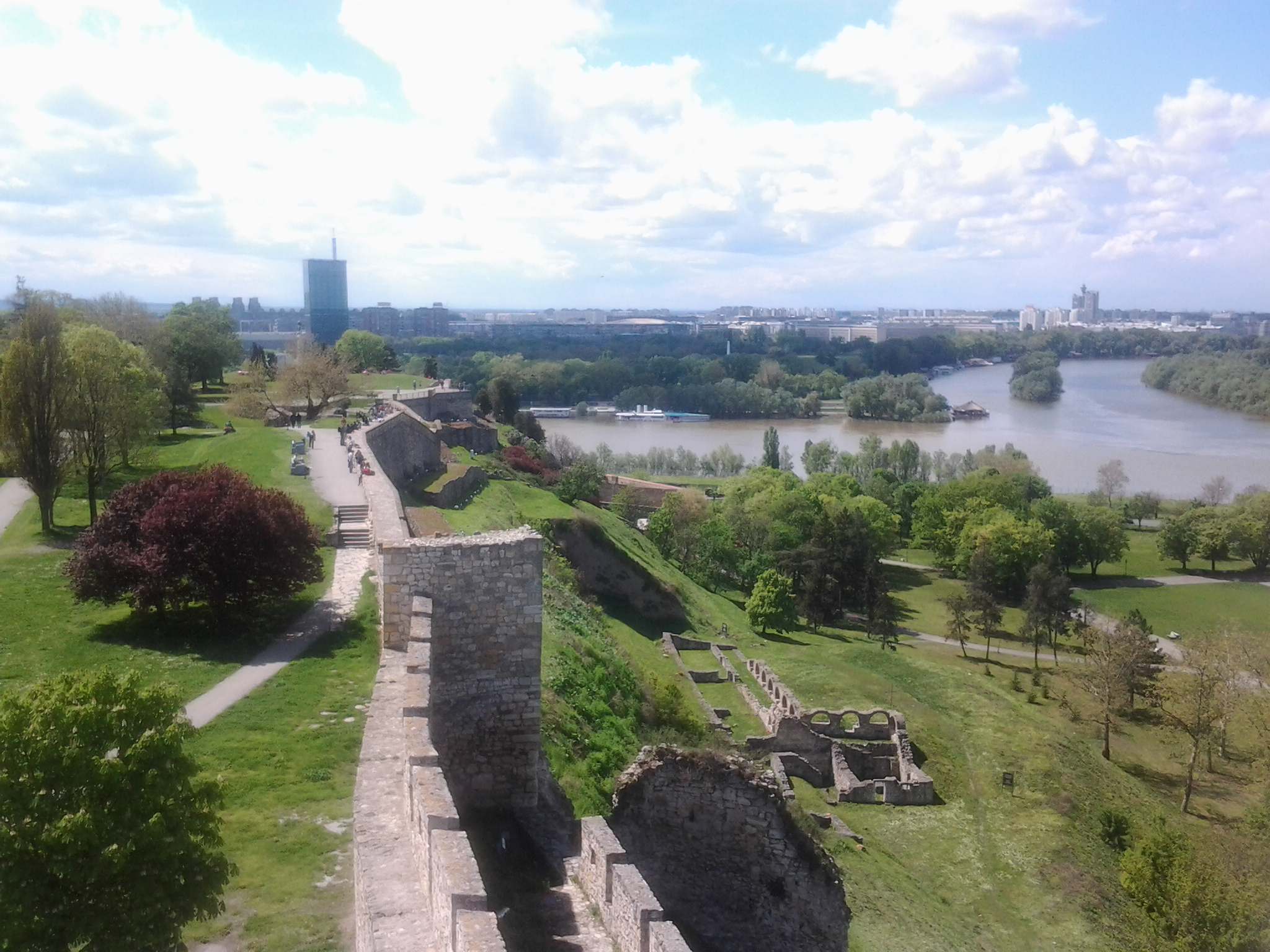
Una vista del parco e dei fiumi Danubio e Sava.
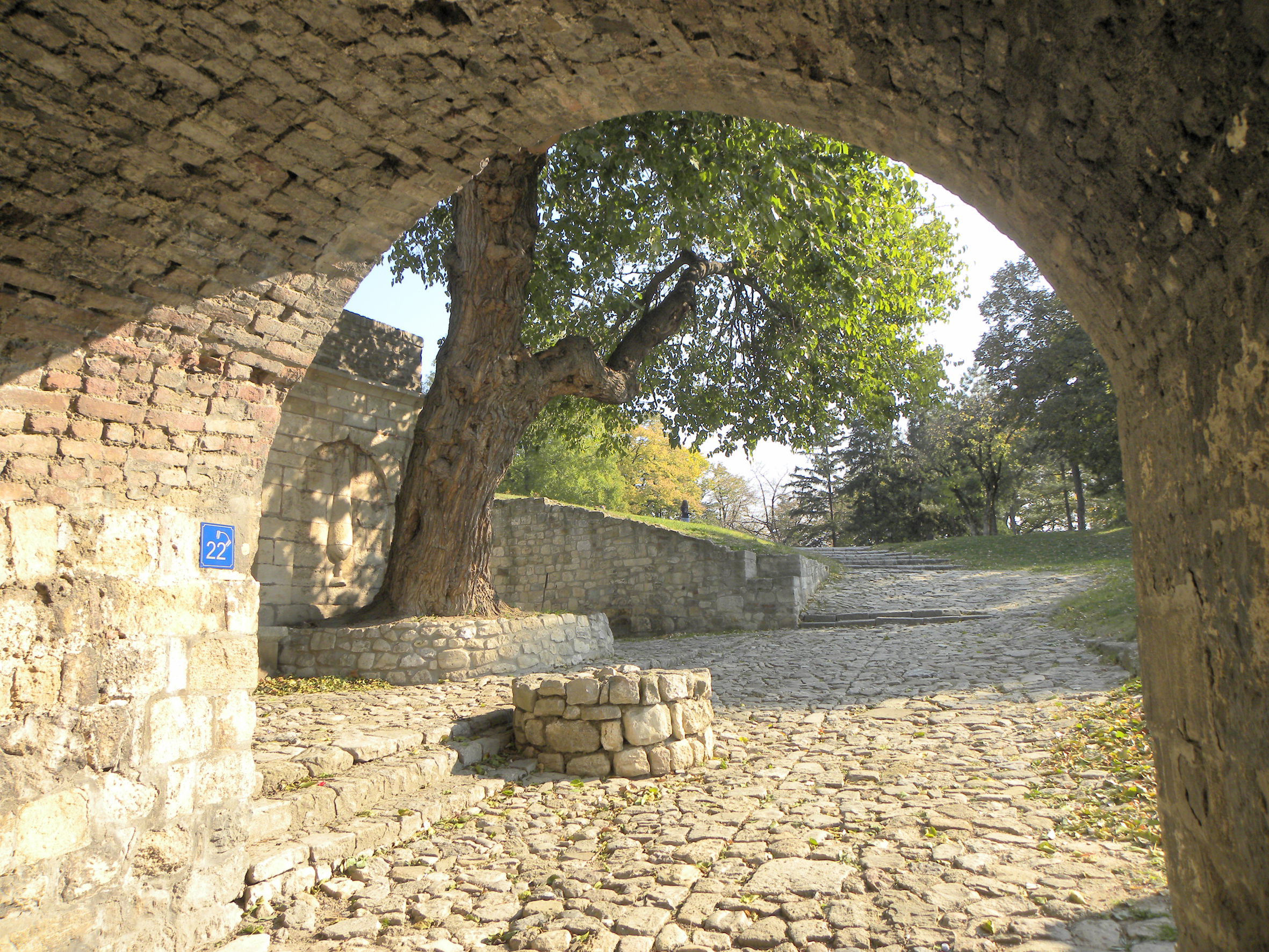
La porta Defterdar.
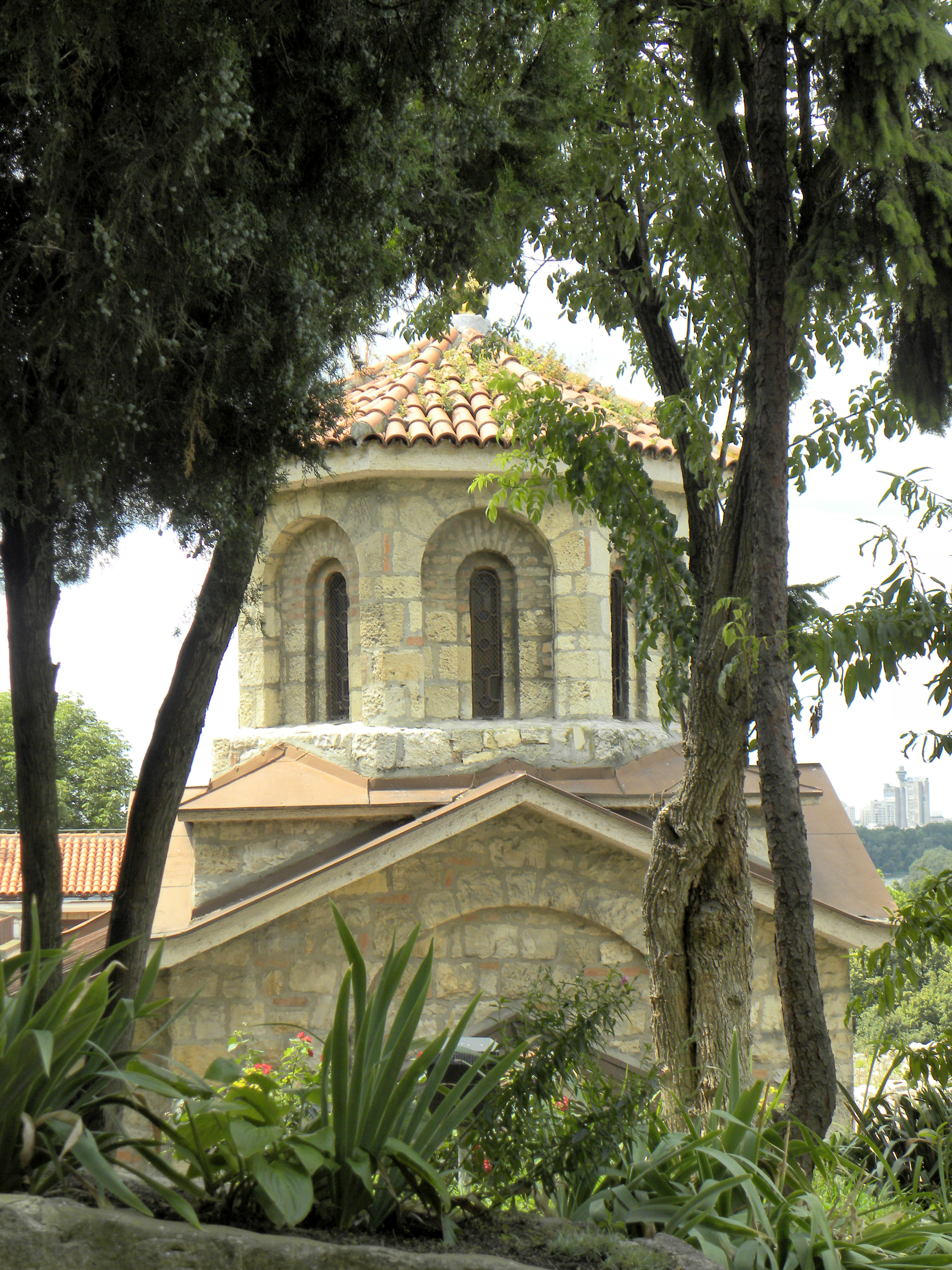
La chiesa di Sveta Petka.
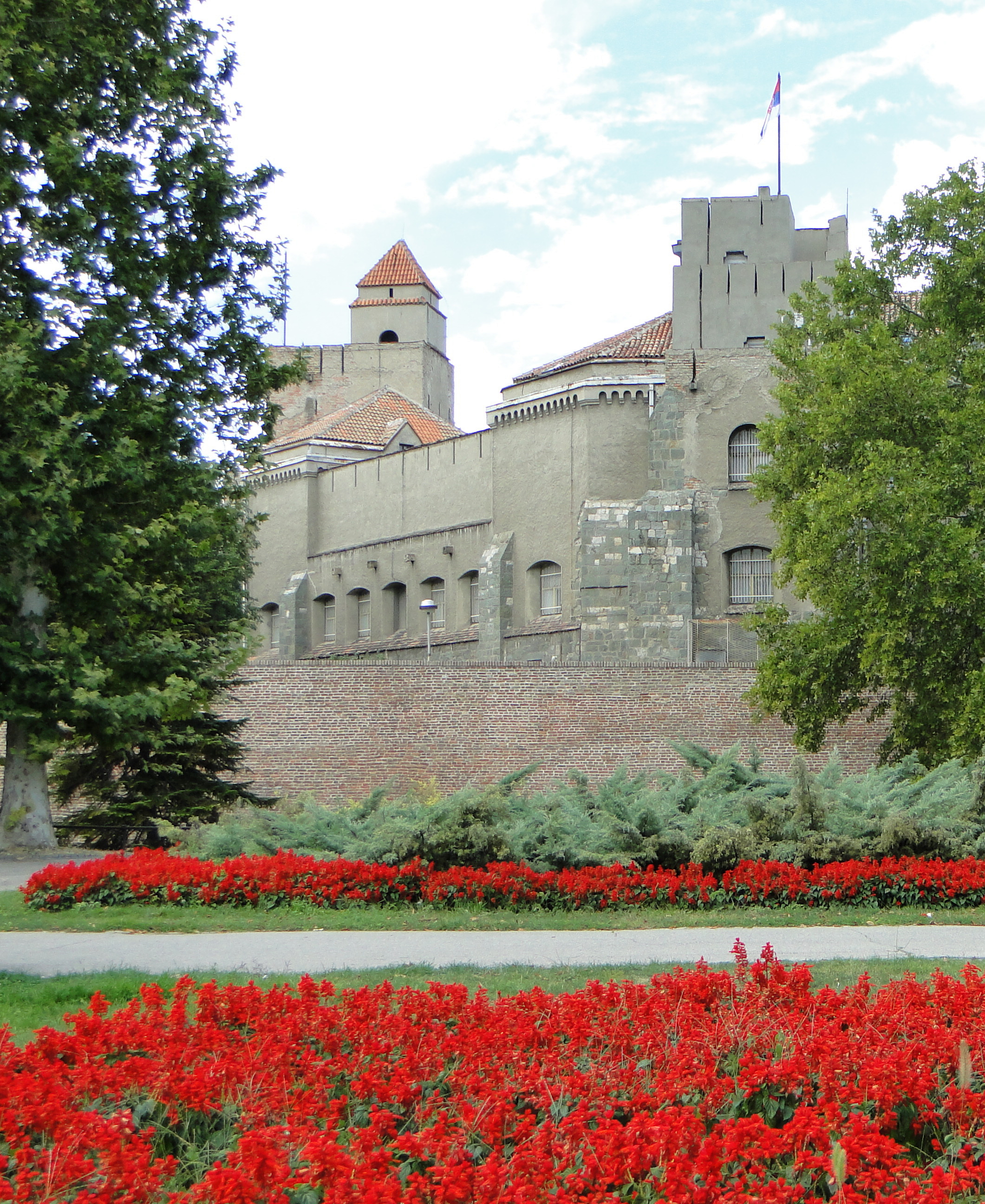
Il museo di storia militare.